# Maschinengewehr des Standschützen Hellriegel

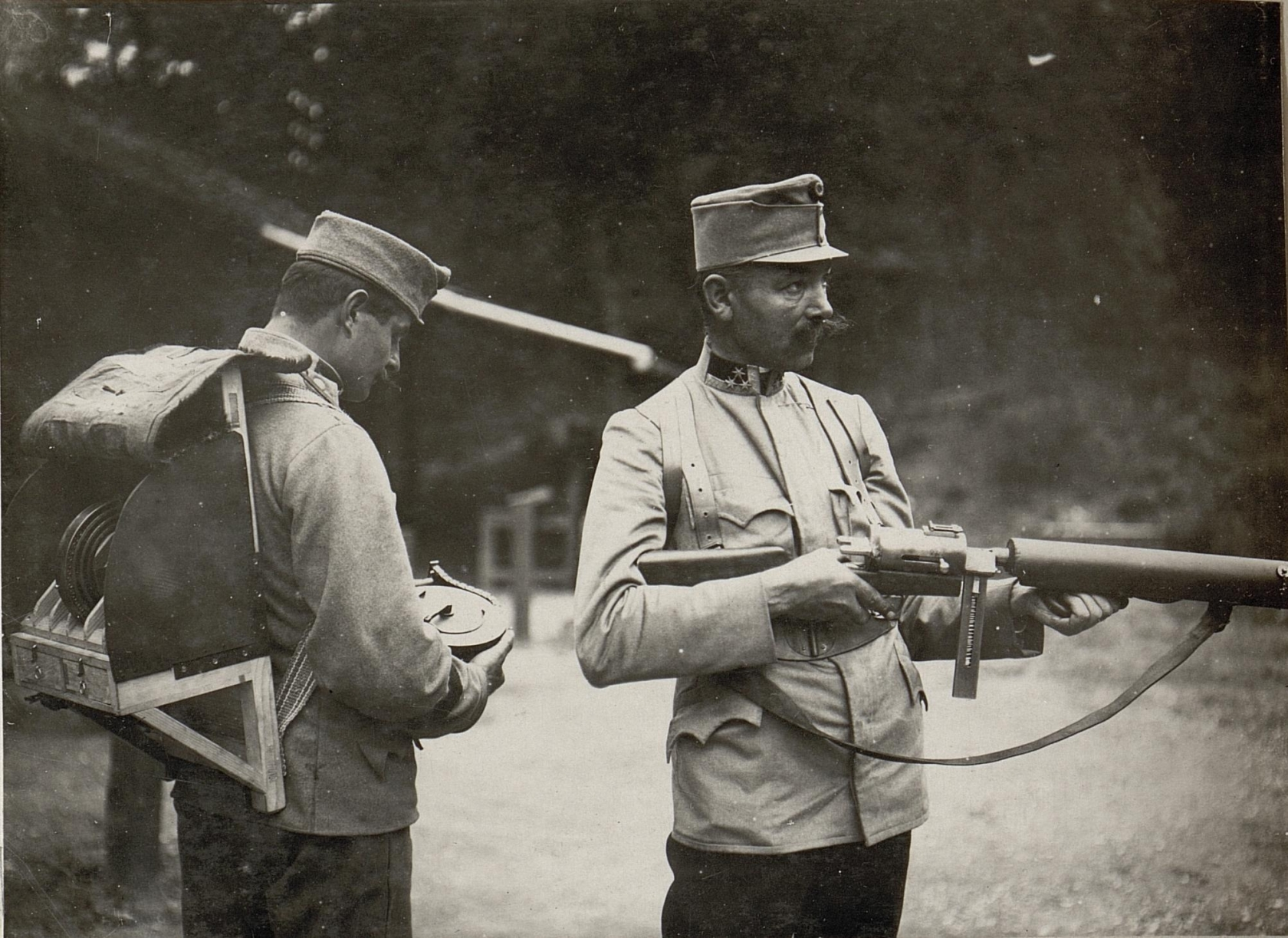
Stehender Schütze mit eingesetztem Stangenmagazin, daneben Munitionsträger mit Trommelmagazin in Hand und Rucksack

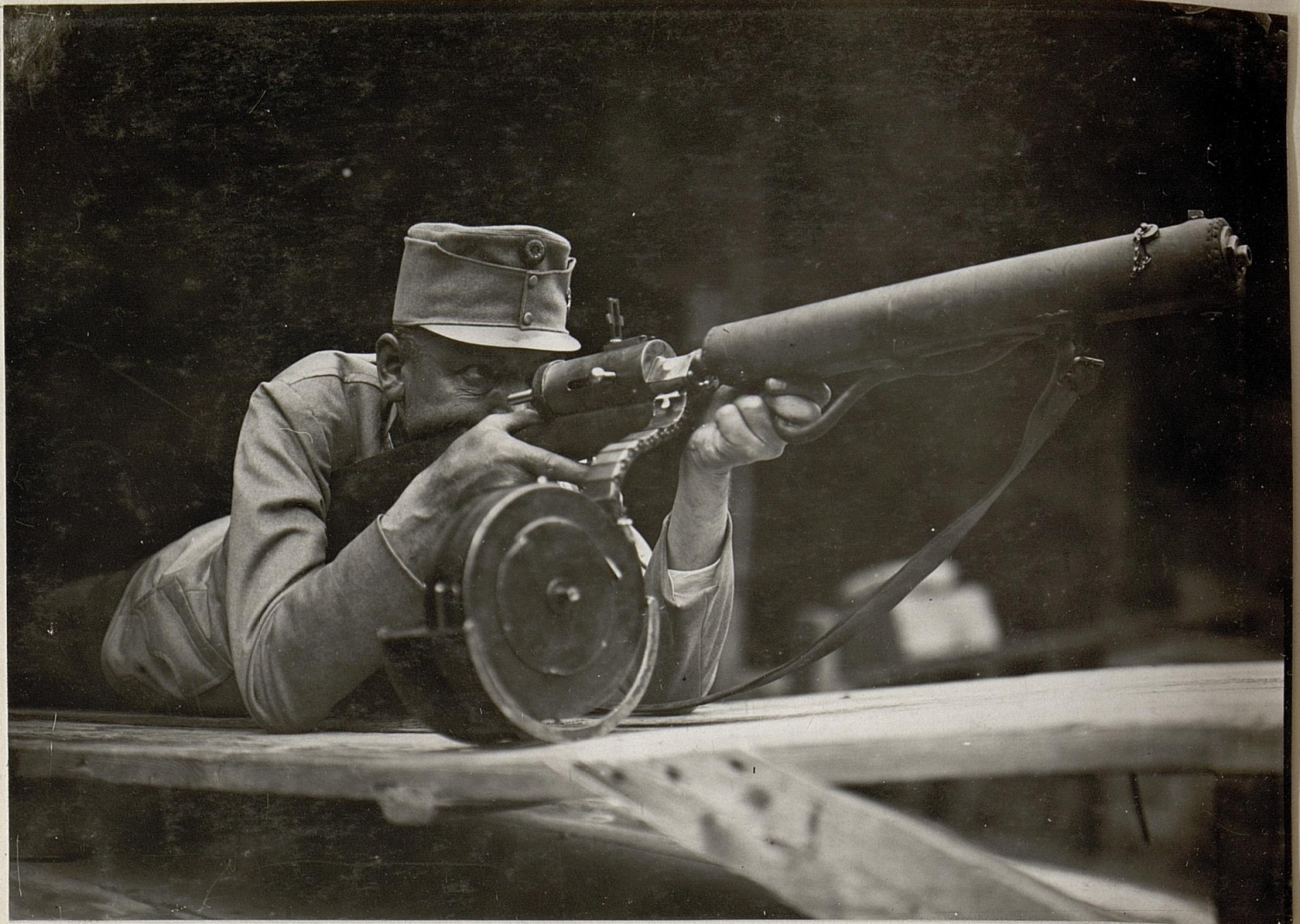
Liegender Schütze mit eingesetztem Trommelmagazin

Das Maschinengewehr des Standschützen Hellriegel (auch bekannt unter der ahistorischen Fantasiebezeichnung Standschütze Hellriegel M1915) war eine Versuchswaffe, die im Heer der österreichisch-ungarischen Monarchie während des Ersten Weltkriegs existierte. Als einzige Quellen zu dieser Waffe sind drei Fotos (mit Oktober 1915 datiert und der Tiroler Front zugeordnet) erhalten, die aus dem Fotobestand der Militäreinheit „Kriegsvermessung 11“ über das k.u.k. Kriegsarchiv in den Bestand des heutigen Österreichischen Staatsarchiv eingegangen sind. Deshalb können die meisten Informationen zu Geschichte und Konstruktion der Waffe nur vermutet werden. Eine offizielle Annahme des Modells durch die k.u.k. Armee kann in keiner Weise nachgewiesen werden. Es existieren über die Fotos hinaus keine physischen Spuren von dieser Waffe.

## Standschützen
Die auf den Fotos handschriftlich vermerkte Bezeichnung Maschinengewehr des Standschützen Hellriegel erwähnt namentlich einen Angehörigen der k.k. Standschützen. Die Personen auf den Fotos tragen allerdings nicht die Abzeichen der Standschützen (das Tiroler bzw. Vorarlberger Wappen auf den Kragenparolis). Bei Standschützen handelte es sich um aus Schützenvereinen aufgestellten Miliztruppen aus dem damaligen Reichsteil Tirol und Vorarlberg (dem heutigen Tirol, Vorarlberg, Südtirol und Trentino), deren Angehörige nach Ausbruch des Ersten Weltkriegs zum Teil in Armee und Reserveeinheiten mobilisiert worden waren. Die verbleibenden, meist aus Alters- oder Gesundheitsgründen nicht in die Armee eingezogenen Angehörigen der Standschützen-Einheiten hatten hingegen die erste Kriegszeit in ihrer Heimat mit nachrangigen Aufgaben wie der Bewachung von Bahnschienen verbracht. Ein tatsächlicher Kampfeinsatz schien zunächst nicht vorstellbar, wurde jedoch aufgrund der für Österreich-Ungarn höchst verlustreichen Kriegsentwicklung an der Ostfront und infolge der Kriegserklärung Italiens am 23. Mai 1915 Realität. Den oftmals über 50-jährigen bzw. noch nicht volljährigen Standschützen kam somit im Sommer und Herbst 1915 eine zentrale Rolle in der Verteidigung der Tiroler Front zu, wofür diese aus dem vorherrschenden Ressourcenmangel heraus jedoch nur unzureichend mit Waffen, Ausbildungsmöglichkeiten und Ausrüstung ausgestattet worden waren. Zum Zeitpunkt Oktober 1915 waren den Standschützeneinheiten von Seiten der k.u.k. Armee noch keine eigenen Maschinengewehre zugeteilt worden. Mit Frühjahr 1916 wurde die Tiroler Front in der Vorbereitung einer Gegenoffensive mit regulären Einheiten der neugebildeten 11. Armee gestützt, die hier stationierten Standschützeneinheiten wurden fortan entweder sukzessive in reguläre Einheiten eingebettet, oder nicht-kämpfenden Verwendungen zugeführt. Mit der Niederlage der Mittelmächte 1918 gerieten viele Standschützen zunächst in italienische Kriegsgefangenschaft, in den nun italienischen Landesteilen Trentino und Südtirol und insbesondere im italienischen Faschismus wurde eine Fortführung der Standschützenorganisationen von staatlicher Seite bekämpft.

## Die Waffe
Anhand der Fotos wurde häufig geschlussfolgert, dass die Waffe auf ein Pistolenkaliber ausgelegt war. Häufig wird die Verwendung des Pistolen-Standardkalibers der k.u.k. Armee angenommen (9 mm Steyr), die Verwendung anderer bestehender oder sogar einer eigens entwickelten Patrone kann jedoch nicht ausgeschlossen werden. Mit großer Wahrscheinlichkeit war die Maschinenpistole mit einem unverriegelten Masseverschluss ausgestattet, was bei Verwendung von verhältnismäßig schwacher Pistolenmunition ein konstruktiv simples und durchaus zuverlässiges Funktionsprinzip darstellt, das damals etwa in der Pistole FN Browning Modell 1903 sowie gegen Ende des Krieges auch in der vollautomatischen Waffe MP18 weite Anwendung fand. Die Waffe wies jedoch vom Kaliber abgesehen viele Merkmale der zeitgenössischen Maschinengewehre auf: Das Hellriegel-Maschinengewehr war mit einem Mantel um den Lauf ausgestattet, der mit Kühlwasser befüllt wurde, wie die meisten anderen Maschinengewehr-Modelle zu diesem Zeitpunkt (z. B.: MG 08, Maschinengewehr Schwarzlose, PM 1910, Vickers-Maschinengewehr, Mg 11, Browning M1917). Die Hellriegel-Waffe wurde jedoch anders als die genannten Konzepte offensichtlich nicht mit Patronengurten, welche eine gesonderte Mechanik an der Waffe erfordern, sondern ausschließlich mit Trommel- oder Stangenmagazinen geladen. Die Kapazität dieser Magazine beträgt gemäß Zählung 140 Patronen bei den Trommelmagazinen, bei den Stangenmagazinen entsprechend dem Federweg des Magazinzubringers lediglich 12 Patronen. Eine Fixierung der Trommelmagazine an die Waffe wurde nicht demonstriert.
Ein Foto zeigt weiterhin einen Assistenten, der zusätzliche Trommelmagazine in einem offenkundig hierzu passend angefertigten Rucksack auf dem Rücken trägt, wie der Transport der notwendigen Munitionsmengen für automatische Waffen im Ersten Weltkrieg häufig bewerkstelligt wurde.